# Bedřich Kočí
Bedřich Kočí (7. března 1869 Mladá Boleslav – 17. ledna 1955 Praha) byl nakladatel a knihkupec v Plzni a Praze, autor teosofických spisů a vlastních pamětí a rovněž léčitel. Vydával české klasiky a světovou literaturu v levných, dobře prodejných edicích pro široké čtenářstvo. Takto v sešitové podobě vyšla např. dvoudílná obecná encyklopedie B. Kočího Malý slovník naučný, vydával také časopis Národní obzor. V roce 1925 vydal „Příběh doktora Málodělala, jenž jest kronikou jeho neobyčejného života doma a překvapujících dobrodružství v cizích zemích“ a „Cesty doktora Málodělala“ v překladu Žofie Pohorecké, české překlady knih Hugha Loftinga, The Story of Doctor Dolittle: Being the History of His Peculiar Life at Home and Astonishing Adventures in Foreign Parts Never Before Printed (1920) a The Voyages of Doctor Dolittle (1922).
Zemřel roku 1955 a byl pohřben na Olšanských hřbitovech.

## Pseudonymy
- Krumlovský
- Pavel